# Lorenzo Buenaventura
Lorenzo Buenaventura Ugía (Sevilla, 1 de enero de 1963), más conocido como Lorenzo Buenaventura, es el preparador físico y recuperador de lesiones del Manchester City Football Club, muy conocido en el fútbol español. Es hermano del entrenador de fútbol Pedro Buenaventura Ugía.

## Trayectoria
Aunque nació en una familia muy bética, su trayectoria siempre ha estado fuera del equipo verdiblanco.
Lorenzo Buenaventura comenzó su carrera en el Cádiz CF a finales de la década de
los ochenta donde estuvo varias temporadas para luego marchar al Real Valladolid
que entrenó Víctor Espárrago, más tarde estuvo en el Espanyol de Barcelona, Atlético de Madrid y la Selección Nacional de Argentina en el Mundial de Corea y Japón del año 2002. Regresó al Cádiz C. F. y el equipo ascendió a Primera División en 2005 con Víctor Espárrago en el banquillo. 
Lorenzo Buenaventura es uno de los preparadores físicos de más prestigio en España. Por sus manos han pasado infinidad de jugadores internacionales que han venido para llevar a cabo su recuperación como Kiko, Diego Simeone, Pablo Aimar, Batistuta, Verón, Paunovic, Arteta, Kewell, Heinze, Maxi, Petrov y Cristiano Ronaldo.
En 2007, Lorenzo recibió dos ofertas del Manchester United y del Real Madrid, pero prefirió quedarse en Cádiz. El doctor Pedro Guillén García, el más reconocido especialista en rodillas del país, lo recomienda en todas sus terapias.
En junio de 2008, con la llegada de Pep Guardiola, Lorenzo firmó un contrato con el Barça. Abandonó la entidad en verano de 2012.
En junio de 2013, se incorpora al Bayern Múnich con Pep Guardiola.
En 2016, también junto a Pep Guardiola, llega a la disciplina del Manchester City.